# Gorilla gorilla diehli
O gorila-do-rio-cross (Gorilla gorilla diehli) é uma subespécie do Gorila-do-ocidente (Gorilla gorilla).
Vive nas selvas tropicais e subtropicais entre Nigéria e Camarões. Difere-se da outra subespécie de gorila-do-ocidente (Gorilla gorilla gorilla), tanto pelo crânio quanto pelas dimensões da dentadura.
Em contraste com a outra subespécie, este gorila é o mais ameaçado de todos os primatas. Estima-se que só existam entre 200 e 300 indivíduos na natureza, distribuídos em várias populações separadas por campos de cultivo. Tanto a perda de hábitat como a diminuição dos recursos alimentares estão contribuindo para a diminuição drástica desta subespécie de gorila.